# Только не они
«То́лько не они́» — российский комедийный фильм режиссёра Александра Бойкова. Премьера фильма в России состоялась 25 октября 2018 года.

## Аннотация
Ботан, Мажор, Рокер, Стерва, а также Псих и Блондинка просыпаются после бурной вечеринки с названием «Конец света» и обнаруживают опустевший полуразрушенный город. На них открыта охота, а на горизонте маячит настоящий апокалипсис.

## В ролях
- Полина Максимова — Блондинка
- Юлия Хлынина — Стерва
- Денис Бузин — Псих
- Сергей Якимович — Ботан
- Сергей Дубров — Рокер
- Даниил Стеклов — Мажор
- Евгения Туркова — Неудачница
- Дарья Храмцова — Бруталка
- Владимир Стеклов — Мэр, отец Мажора
- Игорь Ясулович — дед Ботана, учёный
- Сергей Белоголовцев — отец Неудачницы
- Александр Семчев — майор полиции
- Сергей Рост — бандит Ваниль
- Максим Коновалов — главарь бандитов

## Съемочная группа
- Продюсер — Максим Рыбаков
- Режиссёр-постановщик — Александр Бойков
- Автор сценария — Александр Бойков при участии Романа Непомнящего и Андрея Кутузы
- Композиторы — Денис Суров и Антон Новосельцев

## Отзывы и оценки
Фильм получил в основном отрицательные отзывы в российской прессе.
Валерий Рокотов, «Новые Известия»:

…сюжет — это нагромождение сцен погонь, драк, ругани, перестрелок, сшитых грубо и неумело. Авторы словно наслаждаются тупостью и второсортностью своего зрелища. Они следуют за худшими образцами американской комедии, рассчитанной на дебилов. Авторы явно делают ставку на аудиторию, для которой даже «Комеди Клаб» — это сложно. <…> «Только не они» — это не просто жлобское кино, созданное за рамками культуры. <…> В этом кино технологии на высоте, а идеи на уровне плинтуса. <…> Ни одного героя, который бы вызвал симпатию или был просто забавен, авторы создать не смогли. <…> Поэтому артисты просто кривлялись.

Сергей Прудников, «25-й кадр»:

И хоть как комедия «Только не они» худо-бедно работает — есть действительно несколько смешных сцен и пара удачных шуток — но как история расползается по швам, являя собой скорее набор плохо скроенных в единое полотно сцен <…> …«Только не они» получился кинокомиксом на порядок лучше андреасяновских «Защитников» <…> …это не самое выдающееся кино с маловразумительным сюжетом, бездарно переигрывающими актёрами, отвратительным дубляжом (!) и устаревшей компьютерной графикой.

Дмитрий Бортников, «Киноафиша»:

Визуально и музыкально к фильму почти не придраться, а вот со сменой дня и ночи здесь творится, как и с некоторыми переходами сцен от одной к другой, чёрт знает что. Игра в «Мальчишник в Вегасе» (герои пытаются найти то, что потеряли в ходе пьянки) и сериал «Чернобыль» (без прыжков во времени и здесь не обошлись) создателям, конечно, удались, и даже заявка на продолжение имеется. Но вот с косяками, которые постоянно вылезают то тут, то там, надо что-то делать, особенно, если действительно есть желание вернуть главных героев на большие экраны.

Евгений Баженов, BadComedian:

Этот фильм не должен был выходить. Он существует в вакууме. Отпечаток 2012 года, выпущенный недавно, представляет из себя актуальный юмор, образы и мысли, которые прошли проверку временем. Они были неактуальным говном тогда, таким же являются и сейчас. Мне кажется, авторы сами не понимали, что творили. В отличие от пиарщиков, которые фактическим обманом затащили людей в кинотеатры..

В прокате фильм собрал 63,4 миллиона рублей при бюджете 3,6 миллиона долларов (примерно 216 миллионов рублей), став одним из главных кассовых провалов России того года.